# Parque natural nacional de Zacharovanyi Krai
El parque nacional de Zacharovanyi Krai (en ucraniano: Національний парк «Зачарований край») (significado: "Tierra Encantada") se encuentra en el óblast de Zakarpatia,  en el sudoeste del país. Fue establecido en 2009 y cubre un área de 61 km2. El parque tiene su sede en la ciudad de Irshava, en el raión de  Irshava.
El territorio de la llamada "Tierra encantada" (Зачарований край) está situado en el centro de la cordillera volcánica Vygorlat-Gutyn, en las estribaciones de los Cárpatos Orientales, es decir, en la cordillera Velykyi Dil, que está ubicada administrativamente dentro del distrito de Irshava, de la región de Zakarpatia. Este macizo está separado de otras partes de la cordillera volcánica por los valles de los río Latorica, desde el noroeste, y Borzhava, desde el sureste. El pico más alto del parque es el monte Bujora, que tiene 1085 m de altura.

## Flora y fauna
En el parque se halla el área de captación del río Borzhava, afluente del Tisza, que es a su vez afluente del Danubio. Hay extensos humedales, bosques de hayas bien conservados y una rica biodiversidad, con paisajes rocosos únicos. Los bosques cubren el 87,5 % del parque, con un 90% de hayas y solo un 7% de abetos. Hay unas 165 especies de plantas y 58 de animales.
El parque nacional alberga una fauna variada, que incluye ciervos de los Cárpatos, rebecos, osos pardos, jabalíes, tejones europeos, linces euroasiáticos, gatos monteses europeos, castores euroasiáticos, truchas y tímalos. El parque fue creado para preservar, reproducir y hacer un uso eficiente de los complejos naturales típicos y únicos de los Cárpatos orientales.

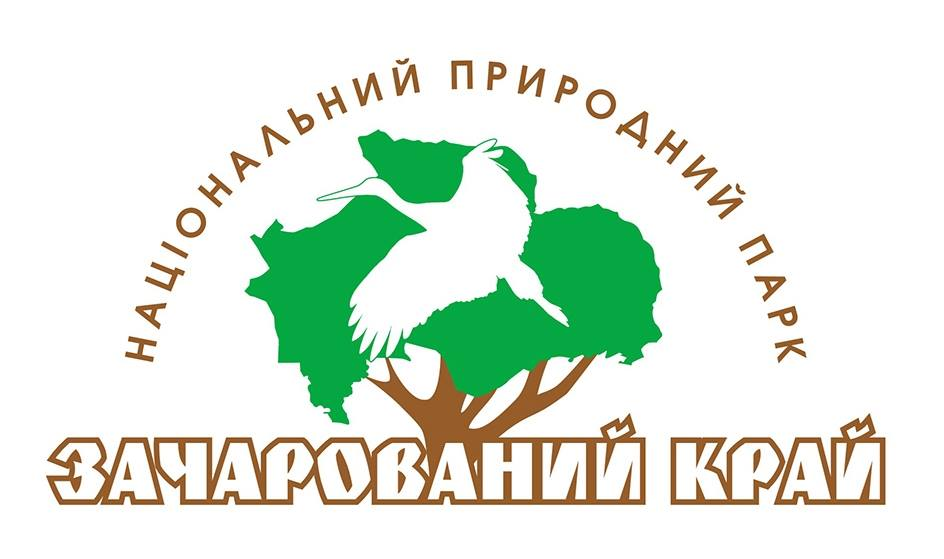
Logotipo de parque